# 臨時休業 (学校)
学校の臨時休業（りんじきゅうぎょう）とは、学校保健安全法（昭和33年法律第56号、旧称・学校保健法）に基づき、学校の設置者が感染症の予防上必要があるときに、臨時に学校の全てあるいは一部の授業を取りやめることをいう（学校保健安全法第20条、旧学校保健法13条）。

## 概要
臨時休業の対象となる範囲により、一般に「学校閉鎖」や「学年閉鎖」、「学級閉鎖」などと呼ばれる。この臨時休業の措置は出席停止の措置（学校保健安全法第19条、旧学校保健法12条）とともに、学校での感染症の蔓延を予防するための措置の一つである。遵って、生徒は学校・教員の指示によって欠席するので通常の欠席とは異なり、欠席扱いにはならない。
- 学校閉鎖 - その学校に在籍する全ての生徒が対象。
- 学年閉鎖 - その学校の中で感染の規模が著しく高い特定の学年のみが対象。
- 学級閉鎖 - その学校の中で感染の規模が集中している特定のクラスのみが対象となる。

内容の規模は「学校 ＞ 学年 ＞ 学級」であるため、必然的に最小規模である「学級閉鎖」の実施例が最多である。しかし、次に多いのは学校全体を対象とする「学校閉鎖」であり、特定の学年だけを対象とする「学年閉鎖」の実施例は非常に少ない。

## 学校閉鎖
学校閉鎖（がっこうへいさ）とは
学校教育法十三条によれば、学校の閉鎖とは廃校のことであり、臨時休業を“学校閉鎖”と称するのは本来適切ではない。正しくは全学級閉鎖と称するべきである。
```
第十三条 　第四条第一項各号に掲げる学校が次の各号のいずれかに該当する場合においては、それぞれ同項各号に定める者は、
当該学校の閉鎖を命ずることができる。
　一 　法令の規定に故意に違反したとき
　二 　法令の規定によりその者がした命令に違反したとき
　三 　六箇月以上授業を行わなかつたとき

```

なお、学校の臨時休業について定めていた学校保健法は、2009年（平成21年）4月1日をもって学校保健安全法に改正されており、新旧で条文の位置などが若干異なっている（詳細は学校保健安全法の項目参照）
。

## 臨時休業の決定
感染症の予防のための個人の出席停止については校長が決定することとされているのに対し（学校保健安全法第19条、旧学校保健法12条）、学校の臨時休業の決定は学校の設置者が行うものとされている（学校保健安全法第20条、旧学校保健法13条すく水はえろい）。
学校の設置者は臨時休業を行った場合には保健所に連絡しなければならない（学校保健安全法18条・学校保健安全法施行令5条2号）。